# Arpenik Nalbandyan
Pour les articles homonymes, voir Nalbandian.
Arpenik Nalbandyan (arménien : Արփենիկ Նալբանդյան), née le 23 décembre 1916 à Tbilissi et morte le 17 mai 1964 à Erevan, est une artiste soviétique arménienne.

## Biographie
De 1935 à 1941, Arpenik Nalbandyan a étudié la peinture à l'Académie des beaux-arts de Tbilissi, en Géorgie. Elle est devenue une membre du syndicat des  Artistes arméniens en 1943. En 1946, elle a commencé à enseigner à l'Institution Erevan des Beaux-Arts et du Théâtre. En 1948 et 1952, elle a été élue député du Conseil de la Ville. En 1956, elle a reçu la médaille  d'honneur du travail, et en 1957, elle a été élue comme enseignante à  Moscou. En 1961, elle est devenue artiste lauréate de la RSS d'Arménie,.

## Expositions
Elle a participé à des expositions dans son pays d'origine et dans d'autres régions de l'URSS.
- 1942, L'Armée Rouge de l'héroïsme, Erevan
- 1943, Exposition de Reportage,  maison d'Artiste, Erevan (exposition personnelle)
- 1948, 38 œuvres, maison d'Artiste, Erevan (exposition personnelle)
- 1967, maison d'Artiste, Erevan (exposition personnelle)
- 1988, Portrait de l'exposition, Erevan
- 2001, Albert et Tove galerie, YAS des Beaux-Arts (exposition personnelle)
- 2016, exposition personnelle durant le 100e anniversaire d'Arpenik Nalbandyan à la Galerie Nationale d'Arménie

## Sa famille
- Son frère Dmitri Nalbandyan, peintre populaire de l'URSS,  membre de L'Académie des Beaux-Arts de l'URSS.
- Son mari Eduard Isabekyan, peintre populaire d'Arménie, professeur. Ils se sont mariés en 1940.
- Ses fils :
  - Mher Isabekyan, peintre,
  - Aram Isabekyan, peintre, recteur de l'Académie d'État d'Erevan des Beaux-Arts, professeur.

## Travaux
Elle a composé dans le domaine de la peinture de chevalet. Les travaux sont frappants de par leurs sens aigu de l'observation et de lyrisme délicat.
Ses peintures (autour de 300) peut être trouvées à la Galerie Nationale d'Arménie (45), la Galerie Nationale Georgienne, la Galerie de Gyumri, et dans des collections privées.

### Portraits
- Autoportrait, 1942
- La jeune fille - 1957
- Le portrait deMery Kochar, 1960, ANG
- Mom Ovsanna, 1962
- H. Hovhannisyan, 1963

### Peintures domestiques
- Dans les méditations, 1939
- À la source, 1957
- Les gammer de Voskevaz, 1958

### Peintures de paysages
- Akhtala, 1943
- Paysage d'automne, 1953
- Khndzoresk, 1962

## Médailles et récompenses
- Médaille d'honneur du travail, 1956
- Les  Peintres populaires de l'Arménie, 1961.